# LIVE WITH LIZ
『LIVE WITH LIZ』（ライブ・ウィズ・リズ）は、中村あゆみの2枚目のライブ・アルバム。1998年12月24日に発売。

## 解説
1000枚限定生産。当時のファンクラブから自主制作盤で発売。中村あゆみではなく「晏由美」（あゆみ）名義で発売。1998年8月31日、福岡市内にあるレストラン「ラ・マレ」で行われたアコースティック・ライブを収録。ライブ当時、中村は妊娠中で出産を2ヵ月後に控えていた。「LIZ」は産まれた長女の名前からつけた。

## 収録曲
1. Come Back(3:03)
  - 作詞 中村あゆみ・高橋研 作曲 高橋研
2. フラワーズ(4:09)
  - 作詞・作曲 木嶋浩史
3. A BOY(5:39)
  - 作詞・作曲 高橋研
4. ビューティフル・ワールド(6:13)
  - 作詞・作曲 中村あゆみ
5. Dear(2:48)
  - 作詞 中村あゆみ 作曲 高橋研
6. Cry Baby(7:04)
  - 作詞・作曲 高橋研
7. 愛するということ(5:10)
  - 作詞 松宮恭子 作曲 中村哲
8. The Gentle Rain(3:35)
  - 作詞・作曲 ルイス・ボンファー
  - ブラジル出身ボサノヴァ歌手、Luiz Bonfaのカヴァー
9. All By Myself(4:40)
  - 作詞・作曲 エリック・カルメン
  - アメリカの歌手、エリック･カルメンのカヴァー
10. 螺旋(7:51)
  - 作詞・作曲 中村あゆみ
11. Jamaica(6:10)
  - 作詞 中村あゆみ・高橋研 作曲 高橋研
12. 飛びたい(5:26)
  - 作詞・作曲 高橋研

## 演奏
- Vocal and Harmonica：AYUMI
- Keyboards and Background vocals : Hajime Yamamoto
- Acoustic Guitar and Background vocals：Takuji Sawamura
- Percussion and Background vocals：Hideaki Sakai
- Rhythm Guitar：Shinji Koyanagi